# Daniel Péan (moto-cross)
Pour les articles homonymes, voir Péan (homonymie) et Daniel Péan.
Daniel Péan, né le 21 décembre 1954 au Gault-du-Perche (Loir-et-Cher), est un pilote français de moto-cross.
Il est le premier français vainqueur d'un Grand Prix lors des Championnats du monde de motocross.

## Biographie

### Débuts
Daniel Péan n'a qu'une dizaine d'années quand il commence à se passionner pour la mécanique et les jolies carrosseries au Gault-du-Perche. À cette époque, il est surtout attiré par les 24 Heures du Mans où son père l'emmène chaque année. Le spectacle le fascine et il se rêve à devenir pilote automobile. Dès que l'occasion se présente, il ne résiste pas à l'envie de conduire les vieilles voitures parquées dans le garage de son père, qui est mécanicien, avec ses sœurs. Un jour, l'une d'elles le met au défi de monter une moto,. Plus tard, Daniel hérite d'une 500 cm3 BSA de route qu'il transforme pour le cross et se fait une bosse de terre pour s'entraîner près de chez lui.
Vers quinze ans, Daniel Péan découvre un vrai circuit avec celui de Berchères-les-Pierres et bat des pilotes chevronnés locaux roulant pourtant en vraie moto de cross. En 1971, il rejoint le Moto-Club de Brou et troque sa lourde BSA contre une 250 cm3 Husqvarna qu'il adore,. Les résultats ne se font pas attendre : dès sa deuxième saison, il devient vice-champion de France juniors 1972 derrière Jean-Claude Bontemps, plus âgé et international. L'année suivante, Péan intègre l'équipe de France et ses retrouve propulsé en championnat du monde 500 cm3, la catégorie reine, à même pas dix-neuf ans. Lors du Grand Prix du Luxembourg, dernier de la saison, il décroche la cinquième place, meilleur résultat de l'histoire pour un Français, qui laisse présager un avenir doré. Il n'oublie pas pour autant ses études et prépare un bac technique en tant qu'interne du lycée de Rechèvres à Chartres. Il le décroche alors qu'il est engagé dans une compétition lointaine la veille du début des épreuves et doit rouler toute la nuit avec son père pour se présenter à temps.

### Meilleur français en250cm3(1974-1978)
À partir de 1974, Daniel Péan s'engage totalement dans le motocross et devient professionnel. Il signe un contrat avec la marque allemande Maïco et redescend en catégorie 250 cm3, moto qui lui convient mieux car se pilote plus facilement et vibre moins. En 1975, il décroche son premier titre de champion de France. Il récidive en 1976 et, fait unique dans les annales, il rafle toutes les pole positions et toutes les manches du Championnat de France. En parallèle, l'homme à la Maïco achève le Mondial en douzième position. Brillant sur les cross internationaux, où il lutte avec les meilleurs étrangers, le Broutain s'adjuge l'une des classiques du motocross : l'Enduro du Touquet,. Les retombées médiatiques et financières sont immédiates : une demi-page dans l'Équipe, un papier dans Paris Match et un contrat en or avec Total,. À cette époque, il gagne bien sa vie entre son contrat avec Maïco, les primes de courses et autres publicités, dont il est le premier à représenter des marques extérieures au sport mécanique. Au niveau international, Daniel marque des points à presque tous les Grand-Prix. Figurant pratiquement toute la saison dans le top 10 du Championnat du monde 250 cm3, il échoue finalement à la 12e place à un petit point de la dixième place de ce Mondial, ce qui aurait constitué une première dans l’histoire du motocross français.
En novembre 1976, Daniel Péan est victime d'un grave accident lors d'une course à Gaillefontaine,,. Inconscient, il est transféré à l'hôpital de Rouen où il reste quinze jours dans le coma,. À son réveil, il ne reconnaît pas sa mère puis est sujet à des crises de boulimie qui lui font prendre vingt kilos,. Tout se remet progressivement en place dans son esprit, et il reprend les Grand Prix au début de l'année 1977. Fin mai, il décide de s'aligner sur le cross inter à Tremblay, s'impose devant Joël Robert dans la boue bretonne et décide avec son père, qui s'occupe de sa mécanique, de partir pour le GP de Yougoslavie la semaine suivante, à Karlovac,. En première manche, le Percheron signe le holeshot et mène la course pendant 25 minutes avant de céder face à Antonin Baborowski. Dans la seconde, il s'accroche dans les roues des meilleures, après un nouveau holeshot,, et obtient la cinquième place. Sa régularité est récompensée : à l'addition des deux courses, et à la surprise générale, il remporte les Grand Prix et devient le premier Français à réaliser cette performance,,. Pris au dépourvu, les organisateurs mettent une bonne vingtaine de minutes avant de trouver et diffuser La Marseillaise sur le podium,,.
Le 5 juin 1977 marque un sommet de la carrière de Daniel Péan. Malgré un nouveau titre de champion de France en 1978 et une quatrième place au GP de France, les résultats se font plus irréguliers. L'année suivante, Yamaha lui propose un contrat mais Péan décline et s'engage avec Montesa avant de rompre son contrat à la suite de contre-performances et soucis mécaniques,. De retour au guidon d'une Kawasaki standard, il se casse le bras et doit abandonner son titre national,.

### Deuxième période (1978-1984)
Après une année 1980 blanche, reparti en 1981 dans une structure à minima (toujours au guidon d’une 500 Kawasaki standard), devant assumer seul l’entretien de sa machine, le triple Champion français, bien qu’arrivé convalescent à l’ouverture du championnat de France, prouve qu’il faut compter avec lui. Impressionnant la presse et les observateurs, il monte peu à peu en puissance dans ce championnat, au point d’être le seul à tenir la dragée haute à son vieux rival Jean-Jacques Bruno (ca) lors de épreuves de Brou et Iffendic. Daniel achève ce championnat à une cinquième et retrouve sa place à l’échelle continentale, retrouvant les points au Grand-Prix de Belgique avec la 10e. Sélectionné pour le prestigieux motocross des nations, il s’en faut d’un tour et d’une manœuvre douteuse du britannique Watson, pour que Daniel signe une performance exceptionnelle (8e) au sein d’un peloton qui se compose des pilotes les plus prestigieux quelle que soit la catégorie et le côté de l’Atlantique dans lesquels ils officient. Ajoutant à ces performances une victoire au cross international d’Orly, une victoire au Trophée 875 et un podium lors de la prestigieuse Coupe des As, la fin de saison 1981 confirme le retour en forme de Péan.
En 1982, deux crevaisons sur la dernière épreuve, alors qu'il est à la lutte avec Jacky Vimond, le prive d'un quatrième sacre. Lors du GP de France, il décroche la 3e place de la première manche mais crève à nouveau dans la seconde. Une fracture du fémur en Nouvelle-Calédonie a raison de ses dernières ambitions au plus haut niveau.

### Reconversion (depuis 1984)
En 1986, il passe un brevet d’État pour enseigner la moto lors de la première session en France. Le président de Ligue de Lorraine le contacte pour s’occuper, à Metz, d’une école de pilotage destinée aux jeunes. Il y enseigne tout en devenant formateur au sein de la Fédération Française de Motocyclisme. Au Congrès 2010 de la FFM, Daniel Péan est particulièrement mis à l’honneur pour ses actions et son engagement exemplaires dans le sport moto en se voyant remettre la médaille d’or des mains du Président, Jacques Bolle, ancien pilote de vitesse.

## Style de pilotage
Redoutable partant, à l'aise sur les parties techniques et surtout très au point physiquement, c'est lui qui imprime le rythme.

## Palmarès
Championnat du monde 250 cm3
- Vainqueur du GP de Yougoslavie en 1977

Championnat de France 250 cm3 (3)
- Champion en 1975, 1976 et 1978
- Vice-champion en 1974, 1977 et 1982
- 3e en 1979

Enduro du Touquet (1)
- Victoire en 1976

## Statistiques
| Année | Championnat de France | Championnat du monde | Autres                                                                  | Motoriste |
| ----- | --------------------- | -------------------- | ----------------------------------------------------------------------- | --------- |
| 1971  | 250 cm3 Juniors : 12e |                      |                                                                         |           |
| 1972  | 250 cm3 Juniors : 2e  |                      |                                                                         |           |
| 1973  | 500 cm3 : 5e          | 500 cm3 : 26e        |                                                                         | Maïco     |
| 1974  | 250 cm3 : 2e          | 500 cm3 : 26e        |                                                                         | Maïco     |
| 1975  | 250 cm3 : 1er         | 250 cm3 : 18e        |                                                                         | Maïco     |
| 1976  | 250 cm3 : 1er         | 250 cm3 : 12e        | Enduro du Touquet : 1er                                                 | Maïco     |
| 1977  | 250 cm3 : 2e          | 250 cm3 : 16e        |                                                                         | Maïco     |
| 1978  | 250 cm3 : 1er         | 250 cm3 : 17e        |                                                                         | Maïco     |
| 1979  | 250 cm3 : 3e          | 250 cm3 : 34e        |                                                                         | Montesa   |
| 1980  | ?                     |                      |                                                                         | ?         |
| 1981  | 500 cm3 : 5e          | 500 cm3 : 37e        | cross international d’Orly : 1er Trophée 875 : 1er Coupe des As : top 3 | Kawasaki  |
| 1982  | 250 cm3 : 2e          | 250 cm3 : 24e        |                                                                         | Kawasaki  |